# Taeniopteryx nivalis
Taeniopteryx nivalis is een steenvlieg uit de familie vroege steenvliegen (Taeniopterygidae). De wetenschappelijke naam van de soort is voor het eerst geldig gepubliceerd in 1847 door Fitch.
De soort komt voor in Noord-Amerika.